# Rhadinaea macdougalli
Rhadinaea macdougalli — вид змій родини полозових (Colubridae). Ендемік Мексики.

## Поширення і екологія
Rhadinaea macdougalli відомі з типової місцевості, розташованої в районі Санта-Марії-Чімалапи в штаті Оахака. Вони живуть в сосново-дубових лісах, серед опалого листя і під поваленими деревами. Зустрічаються на висоті від 1200 до 2000 м над рівнем моря.